# Герб Ямпільського району (Вінницька область)
Герб Я́мпільського райо́ну — офіційний символ Ямпільського району, затверджений 22 січня 2002 р. рішенням сесії районної ради. 
Втратив чинність після місцевих виборів 25 жовтня 2020 року.[джерело?]

## Опис
Щит перетятий двічі. На першій срібній частині лазурові пагорби Волино-Подільської височини; на другій лазуровій золоті стилізовані пороги з срібними хвилями; третя зелена. На перетині першої і другої частин стародавній човен, перетятий зеленим і золотим. У лазуровій вільній частині — золоте сонце з людским обличчям, над яким золотий лапчастий хрест. Щит увінчано срібною мурованою короною з трьома зубцями й обрамлено золотими колосками пшениці з боків та гронами винограду знизу, обвитими синьо-жовтою стрічкою.